# Fasciite nécrosante
 Mise en garde médicale
La fasciite nécrosante est une infection rare de la peau et des tissus sous-cutanés profonds, se propageant le long des fascia et du tissu adipeux, surtout causée par le streptocoque β-hémolytique du groupe A (Streptococcus pyogenes) mais également par d'autres bactéries telles que Vibrio vulnificus, Clostridium perfringens ou Bacteroides fragilis (en).
Ces bactéries sont également appelées « bactéries mangeuses de chair », mais cette appellation est trompeuse. En réalité, ces bactéries ne se nourrissent pas de la chair, mais libèrent des toxines, mortelles pour les cellules, ou, qui par leurs effets sur le système immunitaire, conduisent à la production de radicaux libres.
La fasciite nécrosante est une urgence médicochirurgicale dont l'évolution rapide peut être fatale.

## Symptômes

Début d'une fasciite nécrosante.

Une porte d'entrée à l'infection est retrouvée dans les trois quarts des cas.
L’infection débute en un point ayant subi un traumatisme, sévère (comme le résultat d’une chirurgie) ou mineur voire non apparent.
Au début, les douleurs locales sont beaucoup plus importantes que ce qu'on déduirait de la modification de la peau. Ensuite les tissus enflent, souvent en quelques heures. Les signes d’inflammation peuvent apparaître rapidement, tels la rougeur, le gonflement et la chaleur de la peau. La peau montre finalement des lésions sous la forme de plaques rouges disparates progressant vers le rouge-foncé, le violet et finalement noir. Des cloques peuvent apparaître, suivies d’une nécrose des tissus sous-cutanés.
La fasciite peut mener à l'état de choc.

## Examens complémentaires
Il existe un syndrome inflammatoire avec élévation de la CRP et leucocytose. Une biopsie du tissu atteint et des hémocultures peuvent être effectuées pour identifier le germe responsable. La présence d'une hyponatrémie (baisse de la concentration sanguine en sodium) pourrait être évocateur.
L'échographie peut contribuer au diagnostic. Le scanner de la zone suspecte a une très bonne sensibilité (asymétrie des densités par rapport au côté sain, présence d'air, d'une collection liquidienne, nécrose musculaire). L'IRM peut également aider au diagnostic.
L'exploration chirurgicale permet le diagnostic et constitue le traitement si les autres examens n'ont pas permis d'éliminer l'hypothèse d'une fasciite nécrosante.

## Traitement
Le traitement, urgent, est toujours mixte, médical et chirurgical. L'antibiothérapie est nécessaire et doit être adaptée aux germes suspectés. Le traitement chirurgical immédiat est un débridement des zones nécrotiques, parfois avant qu'une amputation devienne nécessaire.

## Épidémiologie
On estime entre 90 et 200 cas au Canada chaque année, dont 20 à 30 sont mortels. Au Royaume-Uni, environ 500 cas sont décrits chaque année.
L'atteinte est favorisée par un système immunitaire affaibli temporairement par un traitement médicamenteux (immunosuppresseur thérapies lourdes), l'âge (neutropénie), réactions immunitaires chroniques dites RIC (lupus, arthrite, etc.), cela amène souvent les personnes immunitairement affaiblies à un traitement antibiotique local des plaies systématique comme l'acide fusidique que ce soit pour des plaies ou sutures, diabète, une hépatite chronique, un cancer, une toxicomanie intraveineuse.
Le traitement par AINS chez l'enfant, souvent lors de varicelle, est suspecté par l'ANSM d'avoir un rôle favorisant de complications rares mais graves : infection à streptocoque pyogène dans le tissu mou (fasciite nécrosante). Elle en déconseille l'utilisation.

## Pronostic
Il s'agit d'une affection grave, avec une mortalité atteignant 30 %. Le pronostic est amélioré en cas de prise en charge rapide, avec un traitement médicochirurgical adapté.

## Culture populaire
- La fasciite nécrosante est au cœur de l'intrigue d'un Crossover entre les trois séries de la franchise Chicago[11]:
  - Chicago Fire (saison 8, épisode 4),
  - Chicago Med (saison 5, épisode 4),
  - Chicago P.D. (saison 7, épisode 4).
  - Grey’s Anatomy (Saison 2, saison 10)
  - Cube Zéro
  - Good Doctor (saison 2 épisode 6)